# Navistar International
Navistar International Corporation è una società statunitense specializzata nell'assemblaggio di autocarri, autobus, veicoli commerciali e di motori diesel, per svariati marchi internazionali.
Venne fondata nel 1902 a Chicago ed ha ora sede a Warrenville, sempre nell'Illinois.